# Moca (geslacht)
Moca is een geslacht van vlinders van de familie Immidae.

## Soorten
- M. aeluropis Meyrick, 1906
- M. albodiscata (Walker, 1863)
- M. ancistrota Meyrick, 1912
- M. antiquata (Meyrick, 1913)
- M. aphrodora (Meyrick, 1922)
- M. auxobathra Meyrick, 1906
- M. congrualis Walsingham, 1900
- M. cyclostoma Meyrick, 1906
- M. chasmatica Meyrick, 1906
- M. chelacma (Meyrick, 1927)
- M. chlorolepis Walsingham, 1900
- M. chlorosoma Meyrick, 1906
- M. chrysocosma (Diakonoff, 1967)
- M. discophora (Durrant, 1915)
- M. ethirastis (Meyrick, 1922)
- M. fungosa (Meyrick, 1914)
- M. humbertella (Viette, 1956)
- M. metriodoxa Meyrick, 1906
- M. mitrodeta (Meyrick, 1922)
- M. mniograpta (Meyrick, 1931)
- M. nephallactis Meyrick, 1906
- M. nephelastra Meyrick, 1906
- M. neurota Meyrick, 1906
- M. nipharcha (Meyrick, 1931)
- M. niphostoma (Meyrick, 1922)
- M. nubigena Meyrick, 1910
- M. oxystoma (Bradley, 1962)

- M. panopta Meyrick, 1906
- M. pardalina Walker, 1863
- M. pelinactis (Meyrick, 1925)
- M. pelomacta (Meyrick, 1922)
- M. phthorosema Meyrick, 1912
- M. purpurascens (Hampson, 1891)
- M. radiata (Walsingham, 1897)
- M. roscida (Meyrick, 1922)
- M. rugosella (Busck, 1914)
- M. selenaspis (Meyrick, 1925)
- M. semilinea (Walker, 1866)
- M. strepsizona Meyrick, 1906
- M. synconista (Meyrick, 1918)
- M. tesseraria Meyrick, 1906
- M. tormentata (Meyrick, 1921)
- M. tyrocnista Meyrick, 1906
- M. velutina Walker, 1863
- M. vexatalis (Walker, 1866)
- M. zophodes Meyrick, 1909